# Expanze Osmanské říše na Balkán
Expanze Osmanské říše na Balkán představuje významnou etapu v dějinách Turecka i národů Balkánského poloostrova. Expanze na Balkáně předcházela osmanskému vpádu do střední Evropy a na několik staletí významně společensky, kulturně i nábožensky ovlivnila národy Balkánského poloostrova. Na Balkáně získali Osmané první území již roku 1354, když do jejich rukou přešla pevnost v Dardanelách. O pár let později získali Osmané Drinopol a začali se stále více prosazovat. Po bitvě na Kosově poli se Srbové octli v závislosti na Osmanské říši a Osmané poté také připojili k říši zbytky Bulharské říše.
Další směr expanze vedl do Řecka a také na Konstantinopol, hlavní město tehdy již upadající Byzantské říše, která roku 1453 padla. Poté se Osmanská říše několikrát střetla s Uherským královstvím, osmanské útoky však byly až do 16. století odráženy. Až po bitvě u Moháče roku 1526, ve které zemřel český a uherský král Ludvík Jagellonský, a po smrti uherského krále Jana Zápolského o dvacet let později se podařilo Osmanům získat centrální oblasti Uher, přičemž zde byl vytvořen takzvaný Budínský pašalik. Území Uherského království tak bylo rozděleno mezi Habsburky, Osmanskou říši a Sedmihradské knížectví.
Ve druhé polovině 16. století již byla většina Balkánského poloostrova pod kontrolou Osmanů. Osmané ve své expanzi do Evropy dále pokračovali a dvakrát se neúspěšně pokusili oblehnout i Vídeň, a to v roce 1529 a znovu 1683. Druhé obléhání skončilo osmanskou porážkou v bitvě u Vídně, která předznamenala další zisky Habsburků v Uhrách a zároveň konec expanze Osmanské říše do střední Evropy.

## První osmanské úspěchy
V polovině 14. století osmanský stát na Balkáně postupně nahrazoval slábnoucí vliv jak Byzance tak i říše Štěpána Dušana, „cara Srbů a Bulharů a samovládce Řeků“. Na Balkáně se Osmanská říše rozprostírala na území dnešní Makedonie, severního Řecka, Černé Hory, téměř celé dnešní Albánie a Srbska, ze severu ohraničeného Sávou a Dunajem, tedy včetně Bělehradu. Štěpán Dušan zemřel v roce 1355 a po jeho smrti se císařství se snahou konkurovat Bosenskému království, Uherskému království, ba i Byzantské říši rozpadlo na jihovýchodní oblasti, kde vládl král Vukašín a jiní menší šlechtici, a severní část, kde vládl Štěpánův syn, Štěpán Uroš V.
K této nejednotě se přidalo i vzájemné soupeření okolních států, tedy Bulharska, Bosny, Uherska i Valašska, které byly navíc také často zmítány vnitřní nejednotou. Nezřídka se stalo, že jednotliví šlechtici zradili svého lenního pána ve svůj vlastní prospěch.[zdroj?] Neschopnost udržet kontrolu nad šlechtici se projevovala také v benevolenci vůči nebývalému vydírání poddaných, zapříčiněné z velké části i morovou epidemií, která v polovině století vybila asi třetinu obyvatel. Za tohoto stavu dobyla sílící Osmanská říše v roce 1354 byzantinskou pevnost u Dardanel a roku 1362 již držela ve svých rukou Drinopol - bránu do Jihovýchodní Evropy, později zvaný Edirne, ze kterého učinila nové sídlo své říše.[zdroj?]

## Bitva na Kosově poli a snahy o její revizi

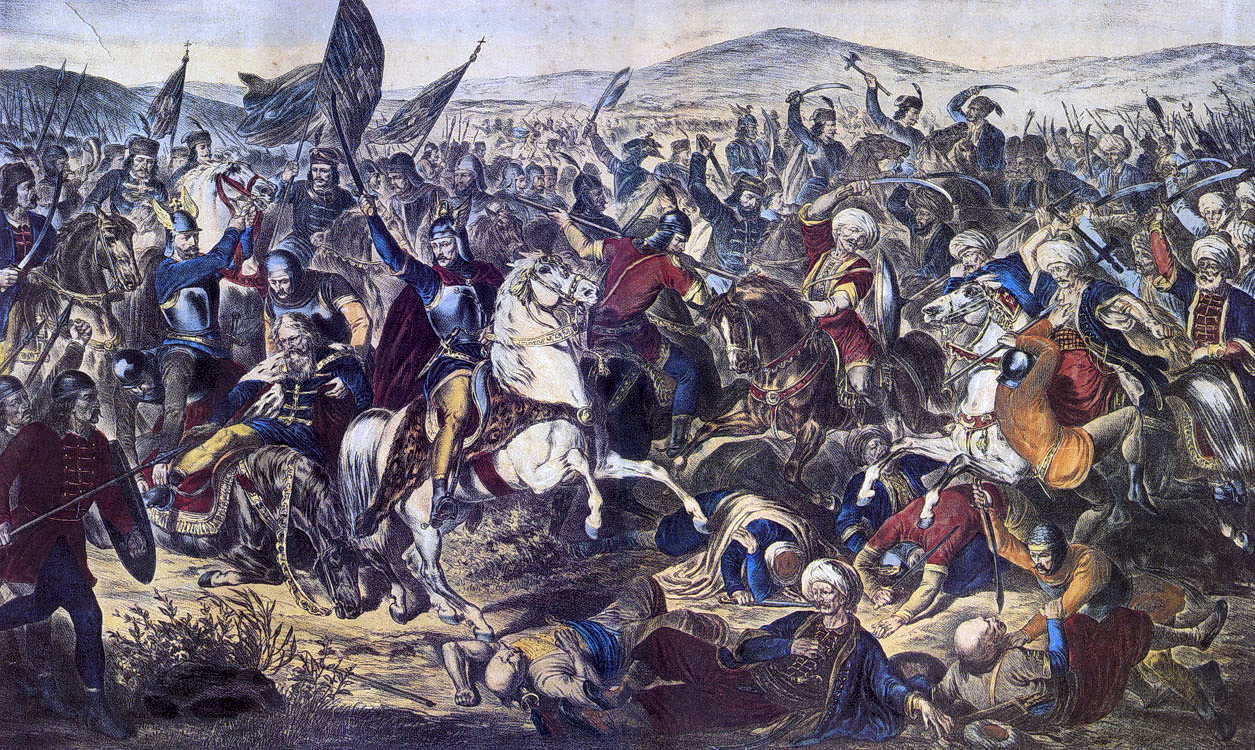
Výjev z bitvy na Kosově poli

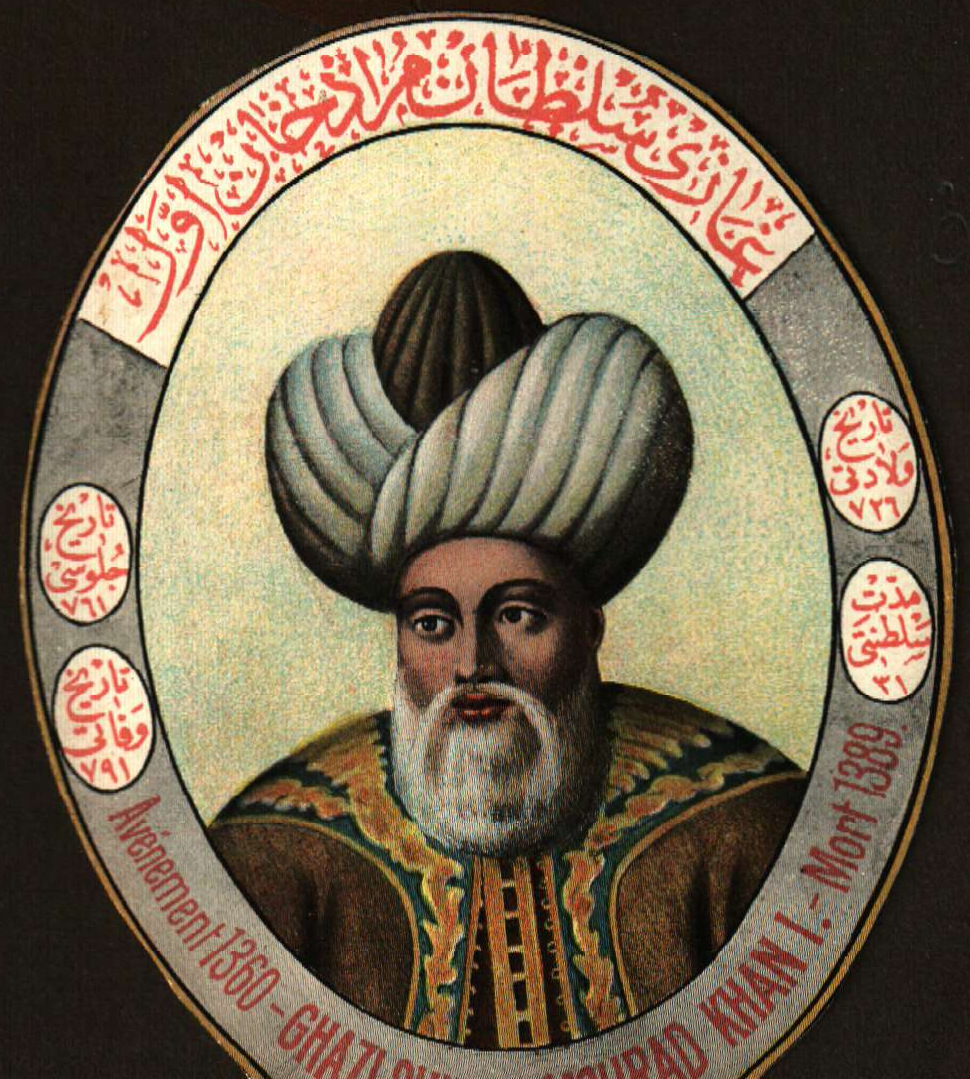
Sultán Murad I.

Proti osmanskému postupu se vytvořila srbská koalice pod vedením krále Vukašína, která však byla roku 1371 poražena sultánem Muradem u Orménionu blízko Edirne, čímž Osmané získali oblasti dnešní Makedonie. Roku 1382 padla bulharská Sofie i srbská Niš a nejmocnější srbský kníže Lazar Hrebeljanović byl nucen přijmout podřízené vazalské postavení. Dosud nezávislí Srbové, Bulhaři, Bosňané i Valaši si konečně uvědomili rozsah nebezpečí, sjednotili se a roku 1387 společně Osmany porazili.
V roce 1389 došlo k bitvě na Kosově poli, ve které osmanská vojska pod velením sultána Murada zvítězila nad spojeným vojskem Srbů, Bulharů, Bosňanů a Valachů pod velením knížete Lazara. Bitva samotná byla nevídaná jak na svou dobu ohromujícím počtem vojáků na obou stranách (35 tisíc proti 70 tisícům na straně Osmanské říše) tak tím, že v bitvě padli oba hlavní velitelé. Také ztráty dosáhly na obou stranách rekordních počtů, přičemž se odhaduje, že na osmanské straně se jednalo až o třetinu vojska.[zdroj?] Země knížete Lazara byla vazalstvím připojena k Osmanské říši, nicméně kvůli vysokým ztrátám i nájezdům Timura Lenka na východní hranici byl turecký postup v této oblasti na čas zastaven.
Už roku 1395 byla osmanská vojska znovu na postupu, tentokrát na sever a dobyla bulharské carské město Trnovo (což znamenalo i zánik bulharské ortodoxní církve až do doby národního obrození) a zastavily se až na Dunaji zásluhou valašského knížete Mirči Starého, který se však ještě téhož roku dobrovolně poddal sultánovi výměnou za určitou míru autonomie.
Za této situace proti Osmanské říši vystoupil uherský král Zikmund Lucemburský a vedl křížovou výpravu, sestávající hlavně z uherské válečné hotovosti a francouzských a německých rytířů. Roku 1396 se sebevědomí křižáci u Nikopole střetli se sultánem Bajezidem I. a byli drtivě poraženi. Páni byli popraveni a král Zikmund jen stěží uprchl. Nejvíce ale porážka postihla Bulharsko. Trnovo bylo vypleněno, mnohé kláštery vypáleny a nastoupila jinak neobvyklá násilná islamizace, což vedlo hlavně duchovní elitu k emigraci ze země.
I přes toto nesporné vítězství byl další postup zastaven vinou vnitřní nestability říše (hojně podporovanou Byzancí) a nájezdů tatarských hord. Ty se s Turky střetly roku 1402 u Ankary a v jednom z největších vojenských střetů středověku je rozdrtily. Za několik měsíců plných plundrování kočovní Tataři odtáhli a říše se začala vzpamatovávat. Po jedenácti letech bojů o moc nastoupil syn Bajezida Mehmed I., který říši zkonsolidoval.

## Expanze do většiny Bulharska, Řecka a Srbska

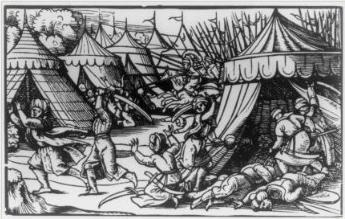
Albánský přepad tureckého tábora roku 1457

Další osmanské expanzi napomohly i velké morové rány, které postihly většinu balkánských měst. Zemřelo často více než polovina obyvatel, což mělo za následek hospodářský úpadek umocněný politickou nestabilitou a neschopností feudálů zajistit svá území proti lupičům. To vedlo obyvatelstvo ke stažení se z úrodných oblastí do hor, tedy vlastně k vylidňování potravinové základny měst a zmenšení produkce jídla. Velmi divoký byl související „lov na lidi“, kdy feudálové deportovali velké skupiny obyvatel na své území, čímž mezi sebou vyvolávali další konflikty. Výrazný úbytek obyvatel například Konstantinopole (ze 100 tisíc obyvatel v roce 1423 na 30 tisíc v roce 1430) nebo Soluně (ze 40 tisíc na 7 tisíc ve stejném časovém intervalu) znamenal i jejich výrazné oslabení. Nelze se tedy divit, že vylidněná Soluň byla roku 1430 dobyta.
Nicméně roku 1439 si Osmané podmanili srbský despotát s centrem ve Smederevu (Semendrii). Roku 1441 napadli také Sedmihradsko, ale byli odraženi vojvodou Janem Hunyadim. V reakci na přímě ohrožení svolal uherský král Vladislav III. Varnenčik za podpory papežského státu další křížovou výpravu. Načasování bylo velmi příhodné, neboť Osmanská říše se v této době potýkala hned s několika problémy, tvrdý odpor albánského protiosmanského vojevůdce Skanderbega a jeho jednotek v obsazené Albánii, porážky od svévolného valašského knížete Vlada Draculy a v neposlední řadě i silná benátská flotila v Marmarském moři. Snad i proto bylo křižácké vojsko, sestávající převážně z Čechů a Němců pod velením Jana Hunyadiho, mimořádně úspěšné. Pronikli tak hluboko, že s nimi Murad II. byl nucen uzavřít na deset let příměří, ve kterém se vzdal Smedereva.
Po porážce se sultán ocitl v těžké situaci, dokonce byl, i když ne nadlouho, donucen abdikovat. V reakci na toto oslabení přišla z Říma výzva k porušení dohody, odůvodněná tím, že smlouva s pohany není závazná. Motivace byla jasná, možnost vyhnání Turků z Evropy a vytvoření církevní unie pod dominancí papeže. Vladislav se snadno nechal přesvědčit a křižáci Turky znovu napadl. Nicméně Muradova armáda byla silnější než se předpokládalo a projevil se také dvojaký postoj Benátek, závislých na obchodu s Osmanskou říší, jejichž flotila nijak nezasáhla proti postupující turecké armádě. Srbové a Valaši zůstali vůči křižácké armádě v neutrálním postoji. Ke střetu došlo roku 1444 v bitvě u Varny, kde byli křižáci drtivě poraženi, král Vladislav zabit a Jan Hunyadi stěží uprchl. Protože se ukázalo jako nemožné rychle zvolit nového uherského krále, původem příslušník nižší šlechty Jan Hunyadi byl ustanoven zemským kapitánem. Osmanské úspěchy se poté ještě pokusil zvrátit bitvou na Kosově poli roku 1448, ale byl znovu poražen (dle pověsti díky zradě knížete Vlada Draculy).

## Obrana Uher

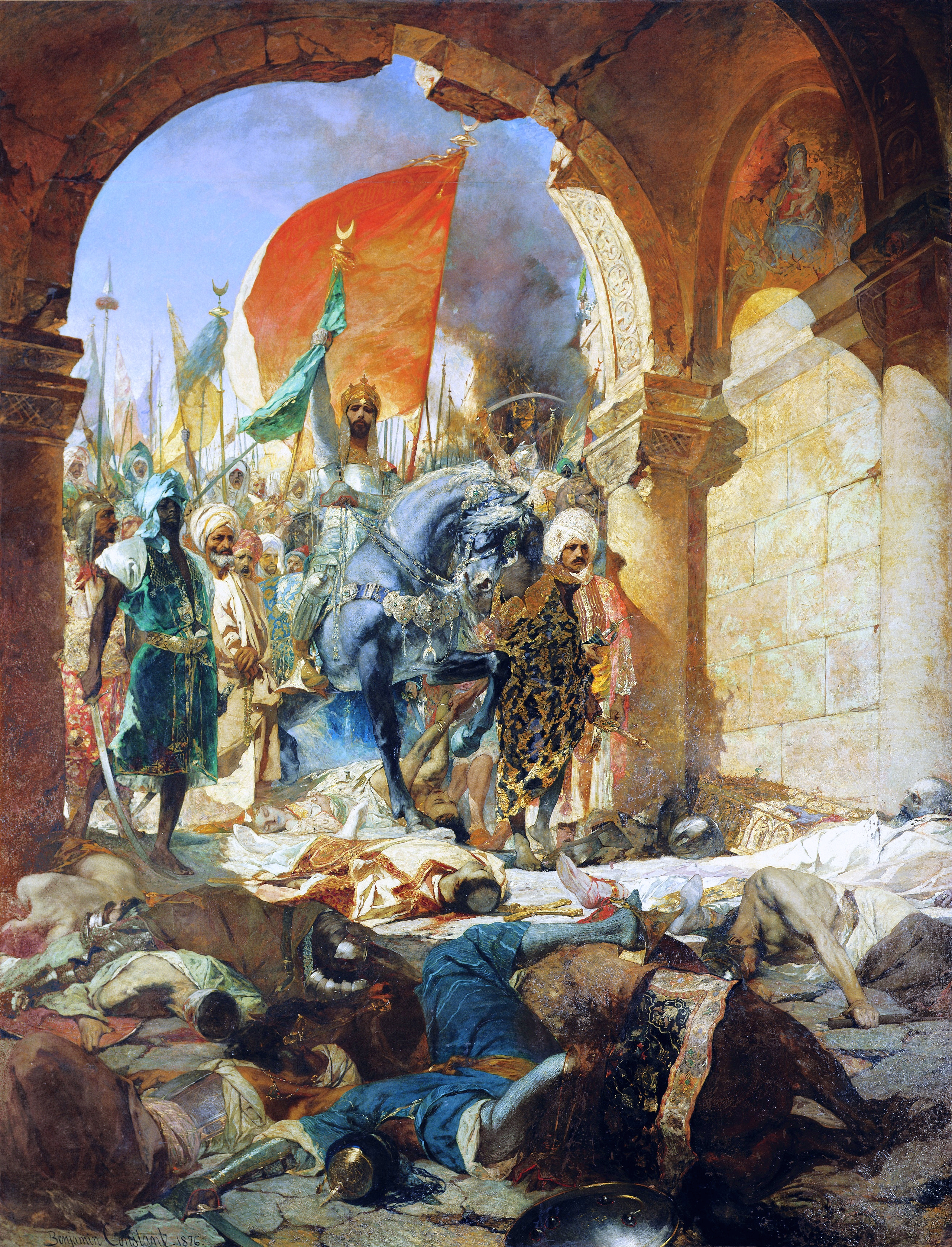
Mehmed II. Fatih vstupuje do dobyté Konstantinopole

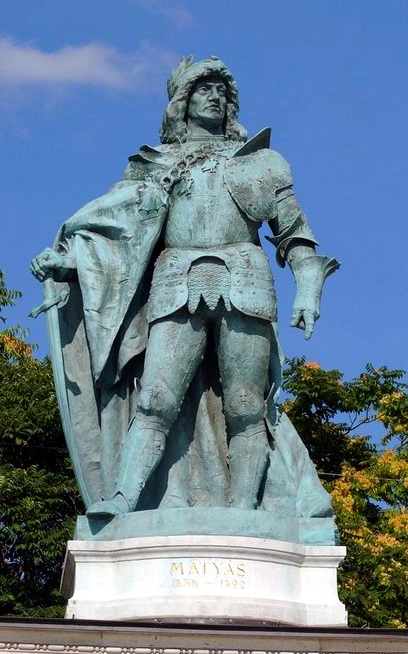
uherský král Matyáš Korvín

Po smrti Murada II. nastoupil jeho syn Mehmed II., který v roce 1453 dobyl Konstantinopol a učinil ji svým hlavním městem. Ještě téhož roku byly dobyty Athény a o několik let později i poslední samostatnou část Byzantské říše, Morejský despotát se sídlem v Mystře.
Pozornost Osmanské říše se obrátila na sever. Aby čelil expanzi, vyrazil Jan Hunyadi znovu do boje. K dispozici měl jen převážně lidové vojsko, jelikož mu vysoká šlechta a dvorští hodnostáři, kteří se ho chtěli zbavit, odepřeli podporu. Armády se střetly u Bělehradu, který sultánovy oddíly dobývaly, a Hunyadimu se podařilo navzdory předpokladu zvítězit. Nicméně ještě téhož roku podlehl morové nákaze.
Po smrti nejmocnějšího spojence se roku 1459 sultánovi ve Smederevu poddal poslední nezávislý srbský kníže Jiří Branković. Roku 1463 Mehmed zaútočil na Bosnu rozpolcenou střetem zájmů šlechty a krále Štěpána Tomaševiće, který se snažil potlačit rozšířené bogomilství.
Šlechta sama si však proti němu pozvala Turky na pomoc, a ti roku 1463 dobyli králův hrad Jajce a krále popravili. Nejen z tohoto případu je patrné, že zásada rozděl a panuj byla vždy osmanskou nejmocnější taktikou.[zdroj?] Po obsazení bosenského území až 70 %[zdroj?] šlechty konvertovalo na islám a Bosna se tak na rozdíl od Srbska či Bulharska velmi výrazně islamizovala. O necelých dvacet let později se pod přímou nadvládu sultána dostala i Hercegovina v údolí řeky Neretvy.
I v druhé polovině 15. století bylo pro Osmany největším nepřítelem Uhersko, kde od roku 1458 vládl Matyáš Korvín. Nicméně právě v Uhrách vládlo obrovské napětí pramenící z rozporu Matyáše Korvína, zvoleného s podporou nižší maďarské šlechty, a vysoké šlechty, podporované Habsburky, která mu upírala trůn. Také vztah maďarské šlechty a převážně německých měst se neustále vyostřoval.[zdroj?] Matyáš Korvín se snažil udržet mezi znepřátelenými stranami určitou rovnováhu. Zasloužil se také o modernizaci státu v oblasti správy a armády – na obranu proti častým tureckým výpadům založil stálé vojsko. Po jeho smrti v roce 1490 nastoupil Vladislav Jagellonský, který se ale zajímal více o poměry v rodném Polsku, takže se situace v Uhrách pouze více vyhrocovala.[zdroj?] Zvláště vztah feudálů a jejich poddaných začal být velmi napjatý, vrcholem tohoto napětí a vzájemné nenávisti se pak stalo velké selské povstání v roce 1514, do jehož čela se postavil Jiří Dóža. Maďarští páni ale vzbouřené sedláky snadno porazili. Trestem bylo obnovení tuhého nevolnictví a ztráta jakékoli právní ochrany proti vůli mocnářů, kteří s nimi zacházeli jako s podmaněným obyvatelstvem nepřátelské země.

## Vrchol osmanské expanze

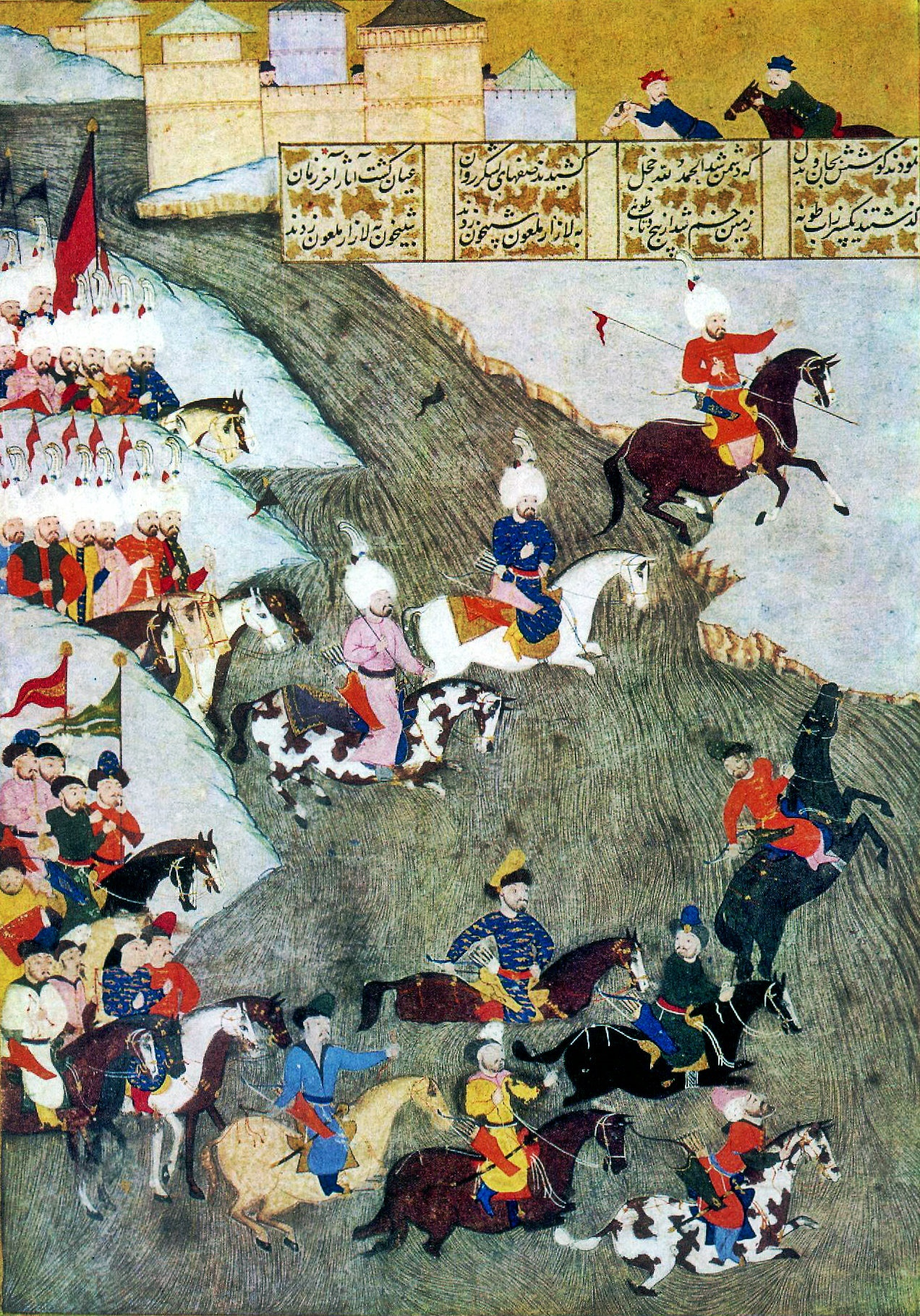
Osmanské tažení v Uhersku roku 1566, krymští Tataři jako předvoj

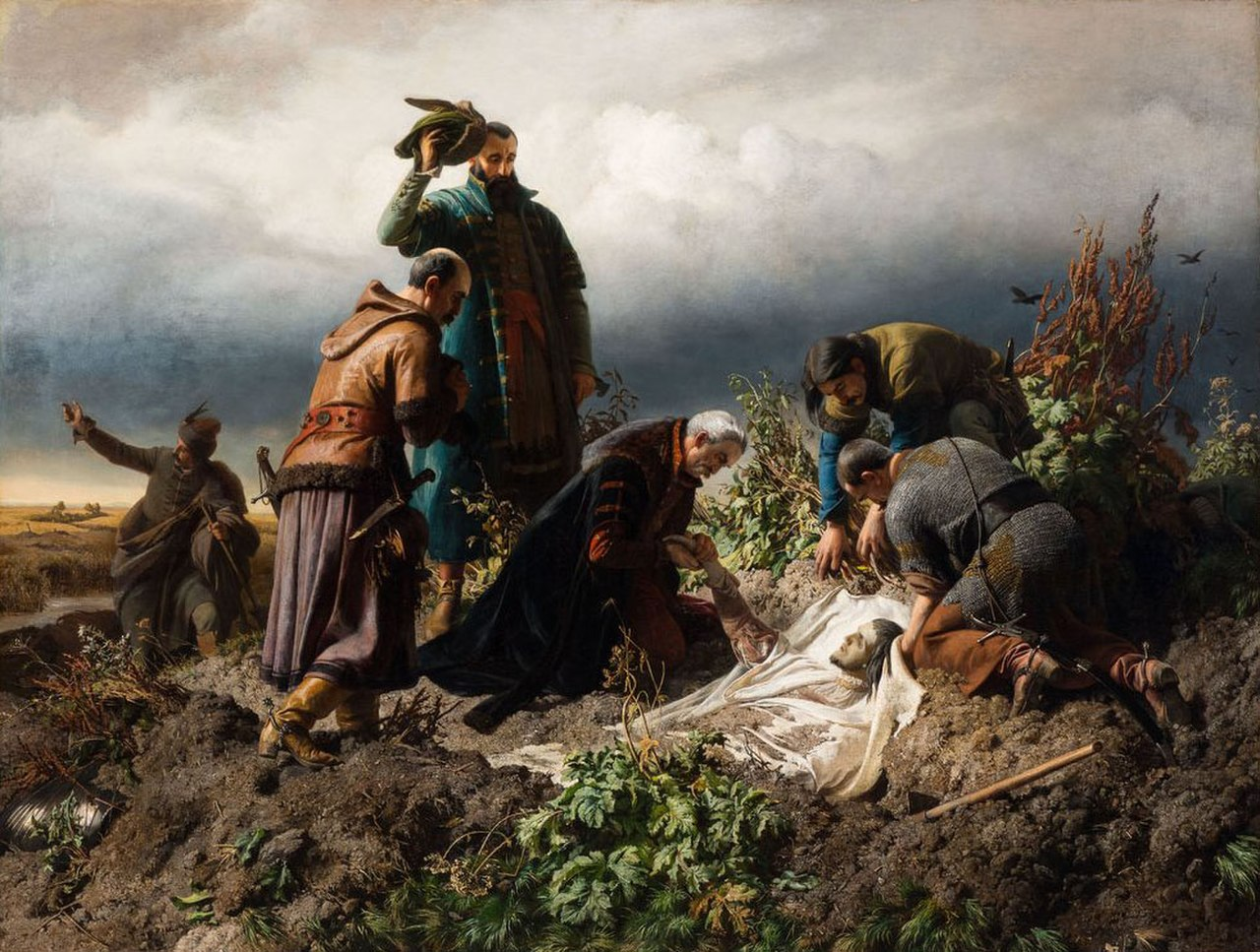
Objevení těla Ludvíka Jagellonského po bitvě u Moháče

Úpadek královské moci a vzájemný antagonismus šlechticů a poddaných se pro Uhry stal fatálním v roce 1526, kdy byl král Ludvík Jagellonský spolu se svou vojenskou hotovostí poražen v bitvě u Moháče jedním z nejmocnějších sultánů Osmanské říše Süleymanem I. Nádherným, čemuž předcházelo roku 1521 dobytí Bělehradu, brány do Uher. Nicméně ani po této porážce si evropské panovnické rody plně neuvědomily míru osmanského ohrožení a tak bylo hlavní starostí rakouských Habsburků nástupnictví na uherském trůnu. Podle smluv uzavřených v roce 1515 nastoupil na trůn Ferdinand I. Habsburský. Proti němu se ale postavila nižší „skytská“ šlechta a zvolila vzdorokrále Jana Zápolského. Jan Zápolský pak v obavě z Habsburků uzavřel se Süleymanem smlouvu o ochraně pro Uherské království. Pod touto záštitou vytáhl sultán na podzim roku 1529 na Vídeň, která se hlavně díky přílišné vzdálenosti, kterou musely nové sultánovy zásobovací a záložní oddíly překonávat, ubránila. Osmané se tedy z panonské kotliny stáhli.
S nezmenšeným úsilím však pokračovali v dobývání centrálních částí Balkánu. Bojovali nejen s relativně slabými zbytky někdejších států, ale také s Benátskou republikou, která vlastnila mnohá území, včetně pobřežní Dalmácie. Její přímořské oblasti až na několik měst byly podmaněny roku 1536 (vnitrozemí již na přelomu století). Po smrti Jana Zápolského roku 1540 převzal Süleyman přímou kontrolu i nad do té doby samostatným Sedmihradskem a středními Uhrami za řekou Tisou.
V Uhrách byl po mohutném vpádu roku 1541 založen Budínský pašalik. Již v roce 1536 dobyli Turci střední Slavonii a tak nyní Habsburským Uhrám zůstal jen malý pás táhnoucí se z části území dnešního Slovenska na jih k Záhřebu, kde vytvořil vládnoucí habsburský král Ferdinand I. chorvatskou vojenskou hranici, spadající pod přímou kontrolu Vídně. Aby si mohl toto území ponechat, musel dle dohody z roku 1544 platit až do své smrti Süleymanovi každoročně tribut, což i přes mnohé, avšak neúspěšné, pokusy o odražení osmanských vojsk činil.
Během významného, avšak jen málo úspěšného osmanského tažení v roce 1552 obsadily dvě armády východní část centrálního Uherska, čímž posunuly hranice Osmanské říše k druhé (vnitřní) linii severních végvárů (pohraničních pevností), které Uhersko původně vybudovalo jako obranu proti očekávané druhé mongolské invazi – proto se hranice na této frontě poté již příliš neměnily. Pro Uhry bylo tažení roku 1552 sérií tragických ztrát a několika hrdinských (avšak Pyrrhových) vítězství, která vstoupila do folklóru – nejznámějšími událostmi byly pád Drégely (malé pevnosti, kterou do posledního muže bránilo pouhých 146 mužů) a obléhání Egeru. Eger, významný végvár s více než 2 000 obránci, čelil dvěma osmanským armádám bez jakékoli vnější pomoci. Překvapivě se Osmanům nepodařilo pevnost dobýt během pěti týdnů (Eger však nakonec padl v roce 1596). Nakonec tažení roku 1556 zajistilo osmanský vliv nad Sedmihradskem (které mezitím dočasně ovládli Habsburkové), avšak na západní frontě nepřineslo žádné územní zisky, neboť osmanské síly uvízly ve druhém (po roce 1555) neúspěšném obléhání jihozápadní uherské pohraniční pevnosti Szigetvár.
Osmanská říše vedla další velkou válku proti Habsburkům a jejich uherským územím v letech 1566–1568. Obléhání Szigetváru v roce 1566 bylo třetím v pořadí a pevnost byla nakonec dobyta, avšak stárnoucí sultán zemřel, čímž byl zastaven plánovaný postup na Vídeň v daném roce.

## Další vývoj

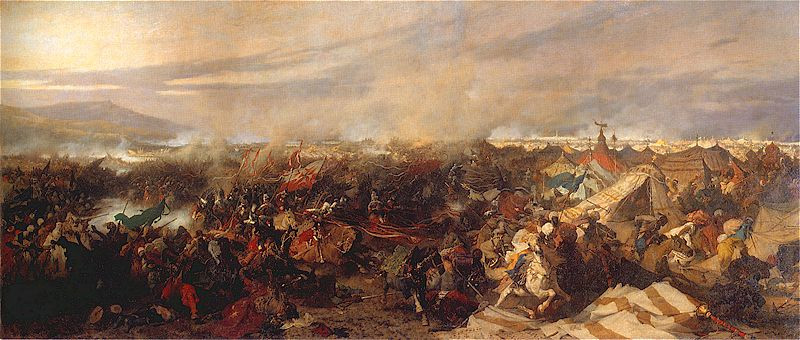
Výjev z bitvy o Vídeň

Süleyman zemřel při obléhání Szigetváru poté, co císař Maxmilián II. obnovil válku s Osmany. Za jeho vlády dosáhla osmanská říše své největší rozlohy (s výjimkou pozdějšího dočasného zisku na jihu Polska na Ukrajině), a přestože nejméně po dalších sto let ohrožovalo evropské země v čele s nejsilnějším soupeřem Habsburky (roku 1683 se dokonce jako poslední vzepětí dobyvačných tendencí pokusili Osmané znovu o dobytí císařského města Vídně, i tentokrát neúspěšně), se zastavením postupu započal i velký úpadek a vnitřní rozklad celé říše vrcholící vznikem samostatných balkánských států v devatenáctém století.
Osmanská expanze byla od čtrnáctého až po osmnácté století určujícím dějinným faktorem vývoje na Balkáně, ale i v ostatních částech Evropy a po svém se s ní museli vyrovnat jak středoevropské státy a velmoci, tak italské republiky či v pozdější době Rzeczpospolita. Osmanská říše však svým silným tlakem jak na přímořské (například na Benátskou republiku), tak na hlavně vnitrozemské státy (například na Habsburskou monarchii), ovlivnila i rozložení velmocenských sil v Evropě.
Zajímavá je rychlost s jakou osmanské oddíly postupovaly jihovýchodní Evropou, za dvě století se jim podařilo dobýt celou oblast až po uherský Budín a jih Polska. Mnohé zásluhy mohou být jistě připsány agilnosti vojenských velitelů, stejně jako výcviku vojska, nicméně mamutí podíl na tom nese vzájemné soupeření mezi osmanskou expanzí ohrožovanými feudály, čehož dokázala osmanská diplomacie úspěšně využít.